# Duane Eddy
Duane Eddy (Corning, 26 aprile 1938 – Franklin, 30 aprile 2024) è stato un musicista e chitarrista statunitense, attivo principalmente negli anni sessanta.
Considerato uno dei migliori chitarristi di ogni tempo, fu premiato nel 1986 con un Grammy Award e nel 1994 il suo nome venne iscritto nella Rock and Roll Hall of Fame. Fu tra gli artisti con maggiori vendite di singoli e album musicali (trentaquattro singoli in classifica, di cui una quindicina nei primi quaranta posti, e cento milioni di copie vendute nel mondo).
Fra i generi musicali da lui attraversati nel corso della carriera vi furono, oltre al rock e alla country music, il blues, il jazz, il gospel, l'hip hop, il rockabilly e l'hillybilly praticato sui monti Appalachi.

## Biografia
Iniziò a suonare la chitarra da bambino, all'età di cinque anni, su ispirazione di Gene Autry. Nel 1951, all'età di tredici anni, si trasferì con la famiglia a Coolidge, in Arizona, dove nel 1954 conobbe il tecnico del suono e disc jockey Lee Hazlewood, divenuto poi suo fedele compagno di viaggio nel mondo della canzone, sia come coautore che come produttore.
L'album di debutto, Have Twangy Guitar-Will Travel, venne pubblicato il 9 gennaio 1959 e raggiunse il quinto posto nelle classifiche di vendita, rimanendo nelle top charts per ottantadue settimane. Nel 1960 la rivista New Musical Express votò il cantante come World's Number One Musical Personality (scalzando Elvis Presley, da tempo detentore di questo titolo). Nello stesso anno contribuì alla colonna sonora del film Because They're Young, il cui motivo conduttore divenne uno dei suoi maggiori successi (quarto posto nelle classifiche).
Duane Eddy ha, tra gli altri meriti, quello di essere stato capace di restituire - forte della prima era dell'elettronica e dei processi di elettrificazione degli strumenti - un innovativo suono allo strumento della chitarra elettrica, all'interno del movimento del rock and roll che andava prendendo campo alla fine degli anni cinquanta. Lo stile da lui sviluppato è stato da allora conosciuto come Twangy Sound, onomatopea che indica l'accentuato effetto di riverbero del suono ottenibile arpeggiando con una particolare tecnica una chitarra elettrica. Tale stile è stato fatto proprio in seguito da altri musicisti, come ad esempio John Fogerty, chitarrista dei Creedence Clearwater Revival, George Harrison dei Beatles, Mark Knopfler dei Dire Straits, Bruce Springsteen come chitarrista della E Street Band, Dave Davies dei The Kinks, Hank Marvin dei The Shadows, John Entwistle degli Who, ed altri ancora.
Da allora pubblicò oltre venticinque album di canzoni toccando una certa varietà di temi e stili. Quando il rock fu sul punto di toccare il suo apice, scelse di pubblicare un disco con brani completamente acustici, Songs Of Our Heritage.
In altre occasioni volle fare arrangiare i suoi album con accompagnamento orchestrale o con quello di Big Band stile anni 40. Fu autore anche di versioni strumentali di canzoni di Bob Dylan, raccolte in un'apposita collezione (e il cantante di Duluth nel suo libro autobiografico Chronicles - Volume 1 rese pubblicamente merito al lavoro di Eddy.
Negli anni 60 ebbe anche un periodo di attività nel cinema comparendo in alcuni film: A Thunder of Drums, The Wild Westerners, Kona Coast. Per la televisione è apparso nella serie Have Gun — Will Travel.
Gli anni 70 lo videro impegnato prevalentemente come produttore di progetti per altri artisti, come Phil Everly e Waylon Jennings, Tony Macaulay, già fondatore del gruppo musicale The Seekers e Keith Potger. Il singolo You Are My Sunshine, da lui prodotto e interpretato da Willie Nelson e Waylon Jennings, fu una hit nelle classifiche di musica country del 1977.
Nel 1983 compì una tournée assieme ad altri noti musicisti (Don Randi alle tastiere, Hal Blaine alla batteria, Steve Douglas al sassofono e Ry Cooder alla chitarra) suonando in piccoli club davanti a gruppi di appassionati.
Tre anni dopo registrò con Art of Noise una versione del suo best seller anni sessanta Peter Gunn. Il brano si inserì fra i primi dieci nelle principali classifiche mondiali, al primo posto per sei settimane sul Rolling Stone Magazine's dance chart, vincendo anche un Grammy Award come migliore brano rock strumentale del 1986 e garantendo la possibilità a Eddy di figurare come l'unico strumentista ad avere avuto singoli nelle top ten in Gran Bretagna in quattro decadi differenti.
Nel 1987 pubblicò l'album chiamato con il suo stesso nome - Duane Eddy - distribuito dalla Capitol Records come tributo all'influenza avuta dal suo stile all'interno della musica rock.
Nella primavera del 1994 vi fu il suo inserimento nella Rock and Roll Hall of Fame, coinciso con il rinnovato successo dei suoi brani inseriti nelle colonne sonore dei film Forrest Gump e Natural Born Killers
Nel 1996, egli affiancò il compositore Premio Oscar Hans Zimmer per la composizione delle musiche di Nome in codice: Broken Arrow (con John Travolta), mentre nella primavera 1997 impresse l'orma della mano e la propria firma nella Rockwalk, accanto a quelle di Chet Atkins, Scotty Moore e James Burton.
Nel 2004 contribuì al lancio di un nuovo modello di chitarra Gibson Guitar Corporation chiamata col suo nome, Duane Eddy Signature Model, e realizzata sulla base di specifiche speciali dalla Gibson Custom Art and Historic Division.
Nello stesso anno ebbe un ulteriore riconoscimento da Guitar Player Magazine, quello del Legend Award.
Nel 2011 ritornò con un album di inediti Road Trip pubblicato per la Mad Monkey.
Nel 2013 partecipò al Summer Jamboree di Senigallia, la sua prima visita in Italia.

## Repertorio
Eddy portò al successo, spesso a fianco di quello che fu a lungo il suo gruppo musicale, The Rebels, brani divenuti evergreen della musica rock: oltre a standard del country come Apache, Ring of Fire, The House of the Rising Sun e Eve of Distruction, canzoni come Peter Gunn, Cannonball e Rebel Rouser (del 1958), The Lonely One e Forty Miles of Bad Road (1959), Shazam! (1960), Londonderry Air (Danny Boy, 1961), Dance With the Guitar Man (1962), Boss Guitar (1962) e Some Kind-a Earthquake (la più breve canzone mai entrata nelle Top 40: durata 1:17), incisa nel 1959.
Tre suoi brani - Rebel-Rouser, The Trembler e Shazam! - furono inseriti nella colonna sonora del film di Oliver Stone Natural Born Killers (Assassini nati). Venne anche citato nella canzone Life Is a Rock (But the Radio Rolled Me) del gruppo musicale di studio dei Reunion.
Realizzò cover dei brani All I Really Want to Do di Bob Dylan (contenuta nell'album del 1965 Duane Does Dylan) e Sugarfoot Rag di Hank Garland (inclusa in The RCA Years: 1962-1964, distribuito nel 1999).

## Chitarre personalizzate
Il musicista fu il primo chitarrista rock ad avere uno strumento personalizzato o prodotto a suo nome. Nel 1960 la Guild Guitars immise sul mercato due nuovi modelli: il Duane Eddy Models DE-400 e il deluxe DE-500. Un numero limitato di DE-500 fu prodotto nuovamente per un breve periodo nel 1983 in occasione del venticinquennale dall'esordio di Eddy nel mondo musicale.
Il modello Gretsch "Chet Atkins 6120" venne poi associato alla musica di Duane Eddy. Nel 1997 la Gretsch Guitars avviò la produzione del modello Duane Eddy Signature Model DE-6120, mentre nel 2008 la Gibson Custom Art and Historic Division presentò un nuovo modello di chitarra personalizzata nel nome del musicista.

## Classifiche

### Singoli negli Stati Uniti
| Anno | Singolo                 | Posizione |
| ---- | ----------------------- | --------- |
| 1958 | Movin'n'Groovin         | 72        |
| 1958 | Rebel Rouser            | 6         |
| 1958 | Ramrod                  | 27        |
| 1958 | Cannonball              | 15        |
| 1959 | The Lonely One          | 23        |
| 1959 | Yep!                    | 30        |
| 1959 | Forty Miles of Bad Road | 9         |
| 1959 | The Quiet Three         | 46        |
| 1959 | Some Kind-a Earthquake  | 37        |
| 1959 | First Love, First Tears | 59        |
| 1960 | Bonnie Came Back        | 26        |
| 1960 | Shazam!                 | 45        |
| 1960 | Because They're Young   | 4         |
| 1960 | Kommotion               | 78        |
| 1960 | Peter Gunn              | 27        |

| Anno | Singolo                       | Posizione |
| ---- | ----------------------------- | --------- |
| 1961 | Pepe                          | 18        |
| 1961 | Theme From Dixie              | 39        |
| 1961 | Ring Of Fire                  | 84        |
| 1961 | Drivin' Home                  | 87        |
| 1961 | My Blue Heaven                | 50        |
| 1962 | Deep In The Heart Of Texas    | 78        |
| 1962 | The Ballad Of Paladin         | 33        |
| 1962 | Dance With The Guitar Man     | 12        |
| 1963 | Boss Guitar                   | 28        |
| 1963 | Lonely Boy, Lonely Guitar     | 82        |
| 1963 | Your Baby's Gone Surfin       | '93       |
| 1964 | The Son Of Rebel Rouser       | 97        |
| 1977 | You Are My Sunshine           | 50        |
| 1986 | Peter Gunn (con Art of Noise) | 50        |

## Discografia

### Album in studio
- 1958 - Have 'Twangy' Guitar - Will Travel (Jamie, JLPS-3000)
- 1959 - Especially for You (Jamie, JLPS-3006)
- 1959 The Twang's the Thang (Jamie/Guyden)
- 1960 Songs of Our Heritage (Jamie/Guyden)
- 1961 Girls! Girls! Girls! (Jamie/Guyden)
- 1962 Twangy Guitar, Silky Strings (RCA Records/Victor)
- 1962 Twistin' & Twangin' (RCA Records)
- 1962 Twistin' Duane Eddy (Jamie/Guyden)
- 1963 Duane Eddy in Person (Jamie/Guyden)
- 1963 Surfin' (Jamie/Guyden)
- 1963 Twang a Country Song (RCA Records/Victor)
- 1963 Twangin' Up a Storm (RCA Records/Victor)
- 1964 Lonely Guitar (RCA Records/Victor)
- 1964 Water Skiing (RCA Records/Victor)
- 1965 Duane A-Go-Go (Colpix)
- 1965 Duane Does Dylan (Colpix)
- 1965 Twangin' the Golden Hits (RCA Records)
- 1965 Twangsville (RCA Records/Victor)
- 1966 The Biggest Twang of Them All (Reprise)
- 1967 The Roaring Twangies (Reprise)
- 1979 Duane Eddy 1979 (RCA Records)
- 1987 Duane Eddy & the Rebels (Capitol Records, con Paul McCartney, Ry Cooder, Jeff Lynne, Jim Keltner, George Harrison, Steve Cropper)
- 2011 Road Trip (Mad Monkey)

### EP
- 1958 - Duane Eddy (Jamie, JEP-100)
- 1959 - Detour (Jamie, JEP-101)
- 1960 - Shazam (Jamie)

### Singoli
- 1958 - Moovin' N' Groovin'/Up And Down (Jamie, 1101)
- 1958 - Rebel Rouser/Stalkin' (Jamie, 1104)
- 1958 - Ramrod/The Walker (Jamie, 1109)
- 1958 - Cannon Ball/Mason Dixon Lion (Jamie, 1111)
- 1959 - The Lonely One/Detour (Jamie, 1117)
- 1959 - Yep!/Three-30-Blues (Jamie, 1122)
- 1959 - Forty Miles Of Bad Road/The Quiet Three (Jamie, 1126)
- 1959 - Some Kind-A Earthquake/First Love, First Tears (Jamie, 1130)
- 1959 - Bonnie Came Back/Lost Island (Jamie, 1144)
- 1960 - Peter Gunn/Along The Navajo Trail (Jamie, 1168)

### Apparizioni
- 1960 $ 1,000,000 Worth of Twang (Motown)
- 1960 Have 'Twangy' Guitar-Hill Travel/$ 1,000,000 Worth of Twang (Motown)
- 1962 $ 1,000,000 Worth of Twang Vol. 2 (Jamie)
- 1963 Dance with the Guitar Man (RCA Records/Victor) (pubblicato in Italia con il titolo Il nuovo hully-gully)
- 1964 16 Greatest Hits (Jamie)
- 1965 The Best of Duane Eddy RCA (Nouveau)
- 1975 Legend of rock, vol. 3 - Rare Items (London Records)
- 1975 Vintage Years (Sire)
- 1977 Pure Gold (RCA Records)
- 1978 Collection (Pickwick)
- 1978 Guitar Man [MFP] (Hallmark Records)
- 1979 Oldies But Goodies (Teldec)
- 1981 20 terrific Twangies (RCA Records)
- 1983 The Fabulous Duane Eddy (Cambra)
- 1984 Rebel Rousin' (Magnum Force)
- 1986 Forever (RCA Records)
- 1986 Shazam (Premier)
- 1988 Compact Command Performances (Motown)
- 1988 Diamond Series (Diamond)
- 1989 The Guitar Man : 20 Classic Tracks (Performance)
- 1991 Greatest Hits [Ronco] (Ronco)
- 1993 2Gether on 1, Vol.2 (RCA Records)
- 1993 Twang Thang: Anthology (Rhino)
- 1993 The Best of RCA Years : Hits and Rarites (RCA Records)
- 1994 Twangin' from Phoenix to L.A. (Bear Family)
- 1995 That Classic Twang (Bear Family)
- 1995 Rebel Rouser (Sony Special Production)
- 1995 2Gether on 1, Vol.3 (RCA Records)
- 1995 2Gether on 1, vol.4 (RCA Records)
- 1995 Duane Eddy: His Twangy Guitar & The Rebels (See for Miles)
- 1995 Especially for You/Girls! Girls! Girls! (Bear Family)
- 1996 Greatest Hits (DJT) (DJ Specialist)
- 1996 Ghostrider/Great Guitar Hits (Curb)
- 1997 Roots Of Rock'N'Roll, Set #1 (CRG)
- 1998 Rebel Rouser: Root of Rock'N'Roll (Columbia River)
- 1998 Dance with the Guitar Man/Twistin' & Twangin' (One Way)
- 1998 The Best of Duane Eddy/Lonely Guitar (One Way)
- 1998 Twangin' the Golden Hits/Twang a Contry Song (One Way)
- 1998 Twangsville/Twangin' up a Storm (One Way)
- 1998 Duane a-Go-Go/Duane Does Dylan (Collectables)
- 1998 Twangy Guitar, Silky Strings/Water Skling (One Way)
- 1999 The Best Duane Eddy [Curb] (Curb)
- 1999 The RCA Years: 1962-1964 (Bear Family)
- 2000 The Guitar Man (Planet Media)
- 2001 Dance With the Guitar Man: 18 Greatest Hits (Prism Leisure)
- 2001 Peter Gunn (Hallmark Records)
- 2001 Movin'n'Groovin' (London Records)
- 2002 Duane Eddy (Capitol)
- 2002 The Biggest Twang of Them All/The Roaring... (Collectables)
- 2004 The Best of Duane Eddy (BMG Special Production)
- 2005 The Guitar Man (American Legends)

## Filmografia
Nella sua carriera, per il cinema e la televisione Duane Eddy ha contribuito con proprie musiche alla realizzazione delle seguenti pellicole o è apparso di persona nei seguenti film:
- 1960 Why Must I Die?
- 1960 Because They're Young
- 1961 Ring of Fire
- 1961 I trecento di Fort Canby
- 1962 The Wild Westerners
- 1968 The Savage Seven
- 1968 Kona Coast
- 1971 The Neon Palace
- 1973 Sing a Country Song (documentario)
- 1982 Grease 2
- 1984 Streets of Fire
- 1994 Milk Money
- 1994 Natural Born Killers
- 1995 The Beatles Anthology (miniserie televisiva)
- 2000 Hollywood Rocks the Movies: The Early Years (1955-1970) (film tv)
- 2008 Guitar Man

## Riconoscimenti
- Numero uno fra le World Musical Personality in the NME Poll (Regno Unito), 1960
- Rock and Roll Hall of Fame, membro dal 1994
- Grammy Award, premio Best Rock Instrumental (Peter Gunn) 1986
- Grammy Award, nomination Best Country Instrumental (Doc Watson), 1992
- Rockwalk, Induction, 1997
- Riconoscimento Chetty Award (Chet Atkins), 2000
- Guitar Player Magazine, Legend Award, 2004

### Libri
- Phil Hardy e Dave Laing, Encyclopedia of Rock, Schrimner Books, 1987
- Dafydd Rees e Luke Crampton, Rock Movers & Shakers, ABC-CLIO, 1991
- The Rolling Stone Encyclopedia of Rock and Roll, di Jon Pareles e Patr Romanowski, Rolling StonePress/Summit Books, 1993
- Irwin Stambler, The Encyclopedia of Pop, Rock and Soul, St. Martin's, 1989

### Periodici
- Twangsville prodotto dal 1975 dal "The Duane Eddy Circle"
- Detroit Free Press, 28 agosto 1970
- Detroit News, 4 giugno 1961
- Musician, novembre 1991